# Сезон слави
«Сезон слави» (англ. Glory Season) — науково-фантастичний роман Дейвіда Бріна, виданий 1993 року. 1994 року номінований на премії Г'юго та Локус. В післямові до одного з видань роману «Земля» анонсувався вихід роману під назвою «Стратос», який повинен був бути виданий навесні 1992 року. Вочевидь його вихід було перенесено, а сам роман перейменовано на «Сезон слави».

## Сюжет
За три тисячі років до початку подій, описаних у романі, Лісос заснував людську колонію на ізольованій планеті Стратос, намагаючись докорінно переробити життя людини у щасливішу, пасторальнішу форму. Вона розробила різновид людини, який завжди зачинають клонів взимку (завжди жіночої статі), тоді як ті, яких зачали влітку (варіанти або «вари»), отримують свої гени шляхом статевого розмноження на випадок, якщо стане необхідною біологічна адаптація. Окрім цього, чоловіки і жінки протистоять сезонам сексуальної сприйнятливості: чоловіки — влітку, жінки  взимку. Кажуть, що ця схема є стабільною протягом еволюційного часу, оскільки жінки отримують перевагу у самовідтворенні, тоді як чоловіки розмножуються лише влітку. Нарешті, чоловіки були створені набагато менш агресивними, ніж раніше, вони менш сприйнятливі до сексу та менш численні. Соціальний результат полягає в тому, що переважна більшість населення Стратоса складається з груп жіночих клонів, кожна у власній соціальній чи економічній ніші. Протягом століть ці групи стали панувати над суспільством. Чоловіки обмежуються відносно невеликими професіями (наприклад, вітрильним спортом) і мають нижчий соціальний статус, ніж клони, але вищі, ніж вари. У кожному поколінні декілька жінок-«варів» стають досить успішними, щоб знайти власний клан або «вулик» клонів.
ЗА традицією, клони навчаються вести справу свого клану, тоді як юнаки залишають молодих людей, щоб шукати свого щастя. Настав час однояйцевих близнюків Майї та Лей вийти у зовнішній світ. Вони планують працювати моряками, щоб набути досвіду та дослідити Стратос, знайти свою нішу та знайти клан. Майже одразу вони зіштовхнулися з проблемою. Лише два капітани суден, які бажають прийняти їх на той час, наполягають на тому, щоб вони розійшлися, тому що вони не можуть взяти пасажира-клона, оскільки клони виконують чорнову роботу на кораблі. Проте кораблі подорожують разом. На борту Майя зустрічає Неройн, висококваліфікованої напарниці босуна. Пізніше корабель Лі загине в штормі. Серце Майї розбите,а вона серйозно поранена, проте, зрештою, одужує і знаходить роботу на залізниці.
На залізниці Майя виявляє, що її тимчасовий помічник насправді кур'єр-клон та куртизанка, яка вживає наркотики. Препарати призначені для зміщення чоловічого періоду сексуального інтересу. Вони — частина сюжету реагенту «Перкінітіс» (названих на честь Шарлотти Перкінс Гілман, автора «Їїзем'я»), щоб мінімізувати роль чоловіків в ізольованій долині, а можливо, дещо пізніше й всього Стратоса.
Майя сповіщає про це «Орган планетарної рівноваги», проте її викрадають та ув'язняють Перкініти. Вона виявляє, що Ренна, ув'язнена в іншій камері, передає повідомлення електрично. Вона розмовляє з Ренною за кодом і розвиває дружбу зі своєю невидимою побратимкою. Коли вона дізнається, що Ренну переводять кудись в інше місце, Майя здійснює для неї втечу, лише щоб виявити, що ідеалістичні радикали («ради») та їхні союзники вже звільнили Ренну, яка насправді є «Відвідувачем», посланцем чоловіка від решти людство, приїзд якого викликав велику дискусію серед лідерів Стратоса щодо того, як реагувати на новий, проте небажаний, контакт. Вона втікає разом з Ренною та «радами».
Між Ренною та Майєю розвивається платонічна дружба. Їх угруповання, до складу якого входить Наройн, згодом наздоганяється в морі піратами (піратство є законною, легальною діяльністю). Під час бійки на палубі, яка розпочалася під час абордажу, Майя перебуває в шоці, коли зустрічає свою сестру, одну з піратів. Пірати виграють за допомогою зрадників, яких вони підсадили у групу радів раніше. Вони висаджують багатьох своїх жінок-в'язнів, включаючи Майю та Наройн, а також одного молодого матроса-чоловіка на ім'я Брод на безлюдному острові й доставляють Ренну, свою премію, до секретної бази.
Після того, як вижилі рятуються від засідки піратів, які вирушають усунути всіх свідків, вони відпливають, щоб попередити владу, але Майя у супроводі лише Брода вирішує спробувати врятувати Ренну. Вони випадково натрапляють на піратську базу. Хоча й випадково, Майя допомагає звільнити більше в'язнів, включаючи радів та екіпаж свого корабля. Вона також дізнається, що Ренна якось втекла. Розпочинається справжнє полювання, коли їх вороги дізнаються, що решта ув'язнених вільні. Шокована Майя та її союзники загнані в кут, але вона знаходить таємний вихід, який виводить їх до давно загубленого «Jellicoe Former», передового виробничого об'єкту, який може виробляти все, що завгодно. Ренну вбивають, коли космічний корабель, який він знайшов й захопив у Jellicoe Former, вибухає незабаром після запуску. Майя важко поранена в бою. Поліція та інші зацікавлені сторони приїжджають, щоб врятувати вижилих з групи Майї.
Під час лікування Майя затягується в політику й один з кланів вирішує використати колишнього в'язня, оскільки вона стала символом. Вона розповідає свою історію групі чоловіків вітрильних кланів. Один із них виявляється батьком, якого вона ніколи не знала. За свої дії вони пропонують її «клану» союз. Зрештою, коли Ренна померла, Майя стає проблемою для своїх викрадачів, тому їй дозволяють вільно піти геть. Вона вирішує, що не знайде клану клонів, а швидше за матиме нащадків «старим шляхом».

## Головні теми
Жанрова приналежність роману — предмет певної суперечки, деякі вважають, що «Сезон слави» — феміністична утопія, інші — антиутопічним твором, який має елементи постфеміністичної критики фемінізму. Структура суспільства достатньо складна, щоб зробити можливою його будь-яку інтерпретацію, хоча походження та структура суспільства базується на ультрасепаратистському фемінізмі. Окрім цього, структура суспільства, яка описується в романі, підтримує погляд на біологічний детермінізм, коли йдеться про взаємозв'язок генетики та гендерних ролей.
У передмові роману автор пояснює, що ідея суспільства, описане в романі, виникла з дослідження репродуктивного циклу попелиці, який є гетерогонійним. Попелиці чергують безстатеве розмноженням влітку, тобто, коли навколишнє середовище сприятливе і в природі багато їжі, та статевим шляхом при падінні, коли організм піддається стресу навколишнім середовищем. Така варіативність у розмноженні надає біологічну перевагу: забезпечення однакових батьківських копій буде цілком придатним, щоб скористатися сприятливими умовами, а коливання потомства в стресовому середовищі, сподіваючись, що хтось із нащадків знайде навколишнє середовище сприятливим, навіть коли батьки цього не роблять. Весь соціальний конструкт у романі, отже, є екстраполяцією цієї ідеї на людську культуру, де успішні жіночі клани (жінки, тому що лише вони можуть породити потомство) можуть скористатися своїми соціологічними нішами, створивши точні копії, а самки-невдахи створюють змінні потомство статевим шляхом. Можна стверджувати, що успішним людським організаціям, таким як клани, потрібні різноманітні типи особистості та особи, які доповнюють їх додатковими навичками, щоб організація була успішною. Хоча в тексті роману й прямо не прописана критика фемінізм, він все ж може виступати обмежувачем того, наскільки великим може бути зростання певного клану, оскільки неминуче велика організаційна структура потребує спеціалізації завдань, для яких ніхто з членів клану не може бути придатний.